# Квинт Цецилий Метелл Критский
Квинт Цеци́лий Мете́лл Кри́тский (лат. Quintus Caecilius Metellus Creticus; умер после 54 года до н. э.) — древнеримский военачальник и политический деятель из плебейского рода Цецилиев, консул 69 года до н. э. В ходе многолетней войны (69—63 годы до н. э.) завоевал остров Крит, бывший пиратской базой, и сделал его провинцией Рима.

## Происхождение

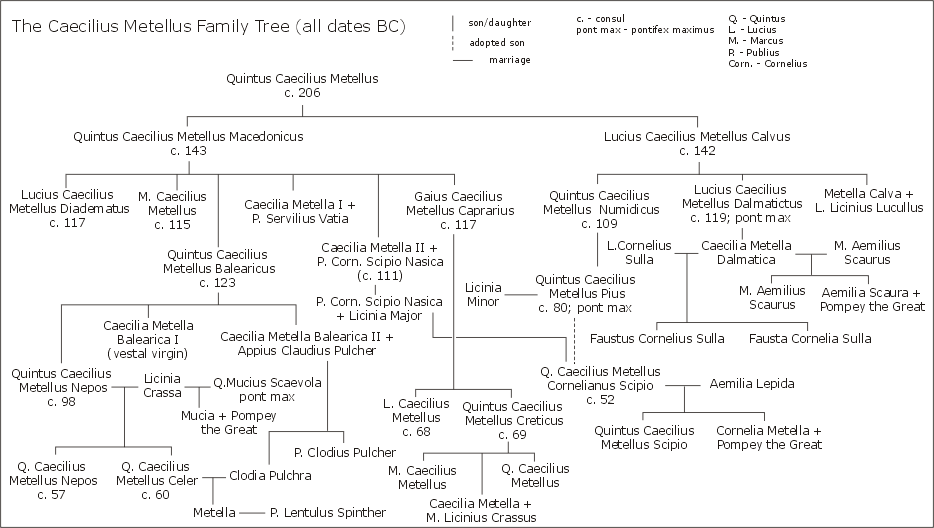
Цецилии Метеллы

Квинт Цецилий принадлежал к влиятельному плебейскому роду Цецилиев Метеллов, происходившему, согласно легенде, от сына бога Вулкана Цекула, основателя города Пренесте. Метеллы вошли в состав сенаторского сословия в начале III века до н. э.: первый консул из этого рода был избран в 285 году до н. э. Метелл Критский был сыном Гая Цецилия Метелла Капрария и одним из многочисленных внуков Квинта Цецилия Метелла Македонского. Его братьями были Луций Цецилий Метелл, консул 68 года до н. э., а также, возможно, Марк Цецилий Метелл, претор 69 года до н. э..

## Биография
Предположительно, именно будущего Кретика имел в виду Марк Туллий Цицерон, говоря о некоем Квинте Цецилии, который был народным трибуном, а годом позже — легатом (даты неизвестны). В 75 году до н. э. Метелл выдвинул свою кандидатуру в преторы и, по-видимому, добился избрания. В 69 году до н. э. он стал консулом вместе с ещё одним плебеем, выдающимся оратором Квинтом Гортензием Горталом. Известно, что на этих выборах Квинта Цецилия поддерживал Гай Веррес.
Провинцией Метелла стал остров Крит — одна из двух крупнейших пиратских баз в Средиземноморье (наряду с Киликией). Квинту предстояло покончить с местными пиратами, и эта задача выглядела непростой, поскольку критяне, располагавшие большими военными силами (24 тысячи воинов), должны были теперь сражаться не за добычу, а за свою жизнь. Во главе трёх легионов Метелл одержал победу в битве при Кидонии, а потом начал брать штурмом города. Один за другим он взял Кидонию, Кносс, Ликт, принял капитуляцию Гортины; взятых в плен пиратов он казнил. К 67 году до н. э. Квинт (тогда уже проконсул) контролировал большую часть острова и был провозглашён императором. Надписи в его честь, найденные в Афинах и Аргосе, показывают, что успехи Метелла в умиротворении Средиземноморья очень высоко ценились в греческом мире.
Тем временем в Риме Гней Помпей Великий получил экстраординарные полномочия для войны с пиратами в масштабах всего Внутреннего моря. Уцелевшие критяне, зная о мягкости Помпея к побеждённым, обратились к нему с изъявлениями покорности. Тот, движимый, согласно Плутарху, «завистью и ревностью», направил Метеллу приказ прекратить войну и назначил своего легата Луция Октавия новым наместником острова. Но Метелл отказался подчиниться Помпею; тогда Октавий присоединился к пиратам и начал вместе с ними сражаться против Квинта Цецилия. Последний захватил его в плен и «с оскорблениями и бранью отпустил из лагеря». Этот конфликт стал темой для оживлённой переписки Метелла и Помпея с сенатом: «Метелл жаловался, что Помпей отбирает у него военную славу, послав на Крит своего легата для принятия сдавшихся городов, а Помпей объяснял, почему он не мог иначе поступить». В конце концов, Помпей, получивший командование в Третьей Митридатовой войне, потерял интерес к Криту, так что Метелл остался единственным наместником. Квинт закончил покорение острова и организовал на нём новую римскую провинцию. По выражению Орозия, он «заменил законы Миноса римскими законами».
Возвращение Метелла в Италию источники датируют 63 годом до н. э. Его требование триумфа не было сразу удовлетворено из-за противодействия друзей Помпея; прежде проконсулу пришлось подавить волнения в Апулии, поднятые участниками заговора Катилины. В мае 62 года до н. э. Квинт Цецилий, всё-таки, отпраздновал триумф и получил почётное прозвание «Критский» (Creticus).
В последующие годы Метелл был одним из руководителей (наряду с Луцием Лицинием Лукуллом) сенатской группировки, враждебной Гнею Помпею. Он энергично мешал тому, чтобы сенат подтвердил распоряжения Помпея на Востоке. В 60 году до н. э. Квинт возглавлял посольство, направленное в Трансальпийскую Галлию; в 57 году до н. э. упоминается как член жреческой коллегии понтификов; в 55 и 54 годах до н. э. Метелл присутствовал на заседаниях сената, посвящённых делу Гнея Планция. Предположительно, вскоре после этого он умер. Веллей Патеркул в своей «Римской истории» высказывает радость в связи с тем, что Метелл «процветал в государстве, не знавшем вражды, возвысился, не ведая опасности, и был унесён смертью спокойной или, по крайней мере, не ускоренной роком до начала гражданских войн».

## Потомки
У Квинта Цецилия была дочь, жена Марка Лициния Красса (сына триумвира) и мать консула 30 года до н. э. В эпоху Юлиев-Клавдиев жили потомки Квинта по мужской линии, то есть у него был, как минимум, один сын. Возможно, это Марк Цецилий Метелл, который упоминается в источниках как организатор гладиаторских игр летом 60 года до н. э. В этом случае у Метелла Кретика должен был быть и ещё один сын, старший, который носил отцовский преномен.